# The Dock of the Bay
The Dock of the Bay è il primo album raccolta di brani uscito dopo la morte di Otis Redding, pubblicato nel 1968.
Il disco contiene una serie di singoli e Lati B, oltre alla ben nota (Sittin' on) the Dock of the Bay.
Nel 2003 la compilation è stata inserita al numero 161 della lista I 500 migliori album secondo Rolling Stone.

## Tracce
Lato A
1. (Sittin' on) the Dock of the Bay – 2:38 (Otis Redding, Steve Cropper) – Registrato nel Dicembre 1967 e nel gennaio 1968 a Memphis (Tennessee)
2. I Love You More Than Words Can Say – 2:50 (Eddie Floyd, Booker T. Jones) – Registrato nel marzo del 1967 a Memphis (Tennessee)
3. Let Me Come on Home – 2:53 (Otis Redding, Booker T. Jones, Al Jacobson, Jr.) – Registrato nel marzo del 1967 a Memphis (Tennessee)
4. Open the Door – 2:21 (Otis Redding) – Registrato nel 1967 a Memphis (Tennessee)
5. Don't Mess with Cupid – 2:28 (Steve Cropper, Eddie Floyd, Deanie Parker) – Registrato nell'aprile del 1966 a Memphis (Tennessee)

Lato B
1. The Glory of Love – 2:38 (Billy Hill) – Registrato nel giugno del 1967 a Memphis (Tennessee)
2. I'm Coming Home to See About You – 3:03 (Otis Redding) – Registrato nel giugno del 1967 a Memphis (Tennessee)
3. Tramp (con Carla Thomas) – 2:32 (Lowell Fulsom, James McCracklin) – Registrato nel gennaio del 1967 a Memphis (Tennessee)
4. The Huckle-Buck – 2:58 (Roy Alfred, Andy Gibson) – Registrato nel settembre del 1967 a Memphis (Tennessee)
5. Nobody Knows You (When You're Down and Out) – 3:10 (Jimmie Cox) – Registrato nel luglio del 1966 a Memphis (Tennessee)
6. Ole Man Trouble – 2:36 (Otis Redding) – Registrato nel luglio del 1965 a Memphis (Tennessee)

## Formazione
- Otis Redding - voce
- Carla Thomas - voce (brano: B3)
- Booker T. Jones - tastiera, pianoforte
- Isaac Hayes - tastiera, pianoforte
- Steve Cropper - chitarra
- Donald Dunn - basso
- Al Jackson Jr. - batteria
- Wayne Jackson - tromba
- Sammy Coleman - tromba (brani: A5, B5)
- Gene Miller - tromba (brani: A5, B5, B6)
- Andrew Love - sassofono tenore (brani: A2, A3, B3, B6)
- Joe Arnold - sassofono tenore (brano: B3)
- Charles Axton - sassofono tenore (brani: A5, B5)
- Floyd Newman - sassofono baritono (brani: A5, B5, B6)